# 道の駅国上

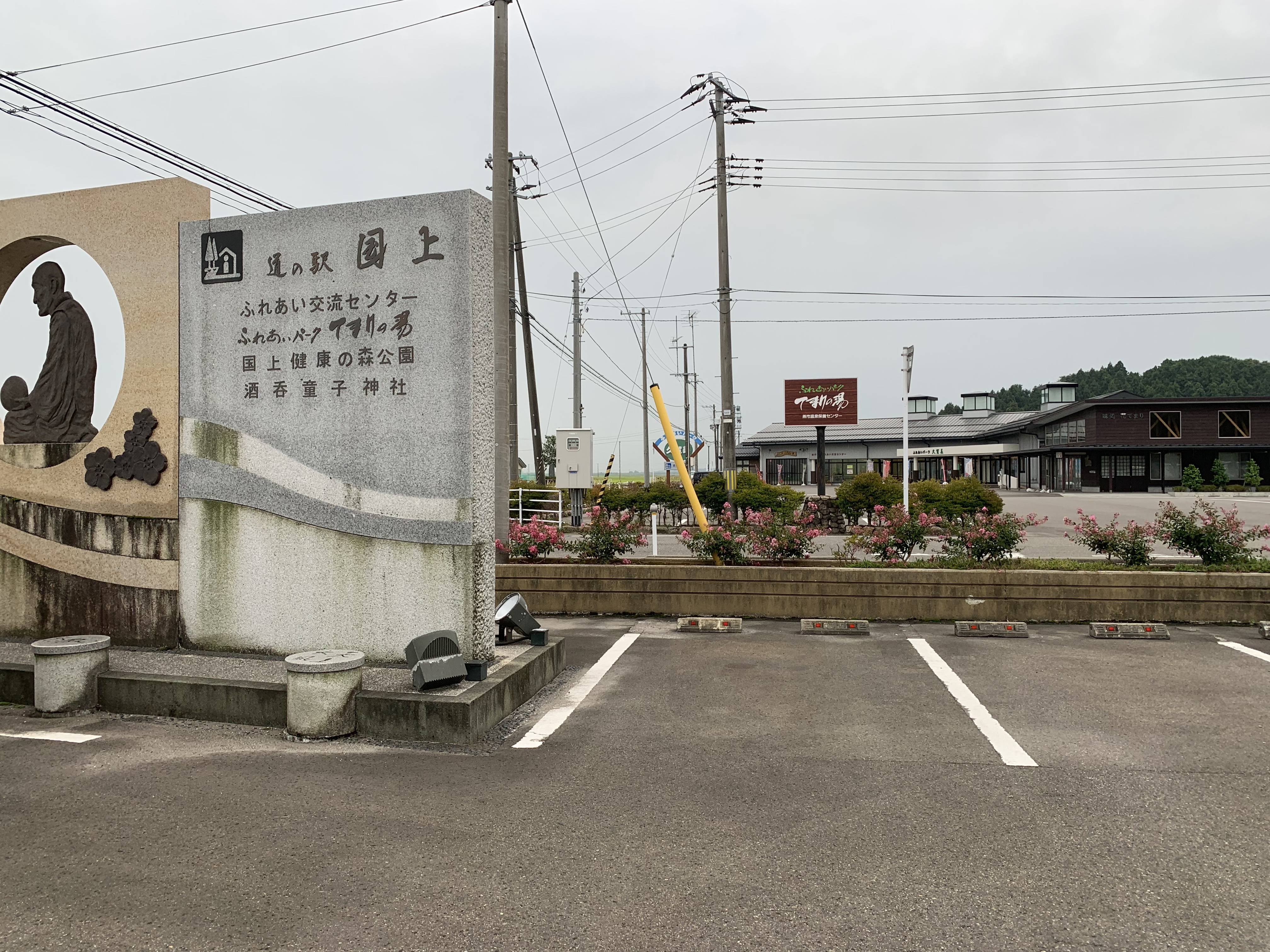
リニューアル前

道の駅国上（みちのえき くがみ）は、新潟県燕市国上にある新潟県道2号新潟寺泊線の道の駅である。

## 沿革
当駅はもともと分水町（当時）が農林水産省の補助金を受けて整備したものであり、「ふれあい交流センター」「燕市温泉保養センター（てまりの湯）」「国上農村環境改善センター」「国上健康の森公園」の4施設からなっていた。
ふれあい交流センターは食堂が入る建物と農産物直売所や売店・休憩所が入る建物がそれぞれ独立に建っていたが、2017年（平成29年）の大規模改修リニューアルの際に接続された。
2022年（令和4年）7月、地元のよね蔵グループが指定管理者となり、「自然と遊ぶ、道の駅。」をコンセプトにリニューアルオープンとなった。リニューアルにあたってデイキャンプや手ぶらBBQのエリア、飲食店のコンテナハウスが新たに設けられたほか、売店や食堂もアウトドア要素を取り入れるなど一新された。2023年（令和5年）3月1日には、隣市の三条タクシー所属のタクシー運転手で10万人以上のSNSフォロワーを持つインフルエンサー「ひよりん」が道の駅国上のアンバサダー「SORAIRO KUGAMI 応援団長」に任命された。同氏は前年に新潟県三条市初の「三条ふるさと観光大使」にも任命されていたが、2023年8月に三条タクシーのSNS不適切投稿問題を受けて観光大使を辞任、翌9月で同社を退職する意向を示した。

## 施設
- 駐車場（236台）[14]
- トイレ[14] - 2016年にリニューアル[15]。
- 国上食堂[14]
- 農産物直売所 313ファーマーズマーケット[14]
- 日帰り温泉「てまりの湯」[14] 硫黄泉とナトリウム泉の2種類
- 長崎温泉 足湯「酒呑童子の湯」[14]
- 健康の森公園[5]
- デイキャンプエリア[5]
- 手ぶらBBQエリア[5]
- ベーカリーバス[5]

### 管理
- よね蔵グループ（指定管理者）[5]

## アクセス
- 新潟県道2号新潟寺泊線 - 登録路線
  - 新潟県道408号佐善国上線
- 燕市循環バス「スワロー号」、弥彦・燕広域循環バス「やひこ号」の停留所が設けられている。

## 周辺

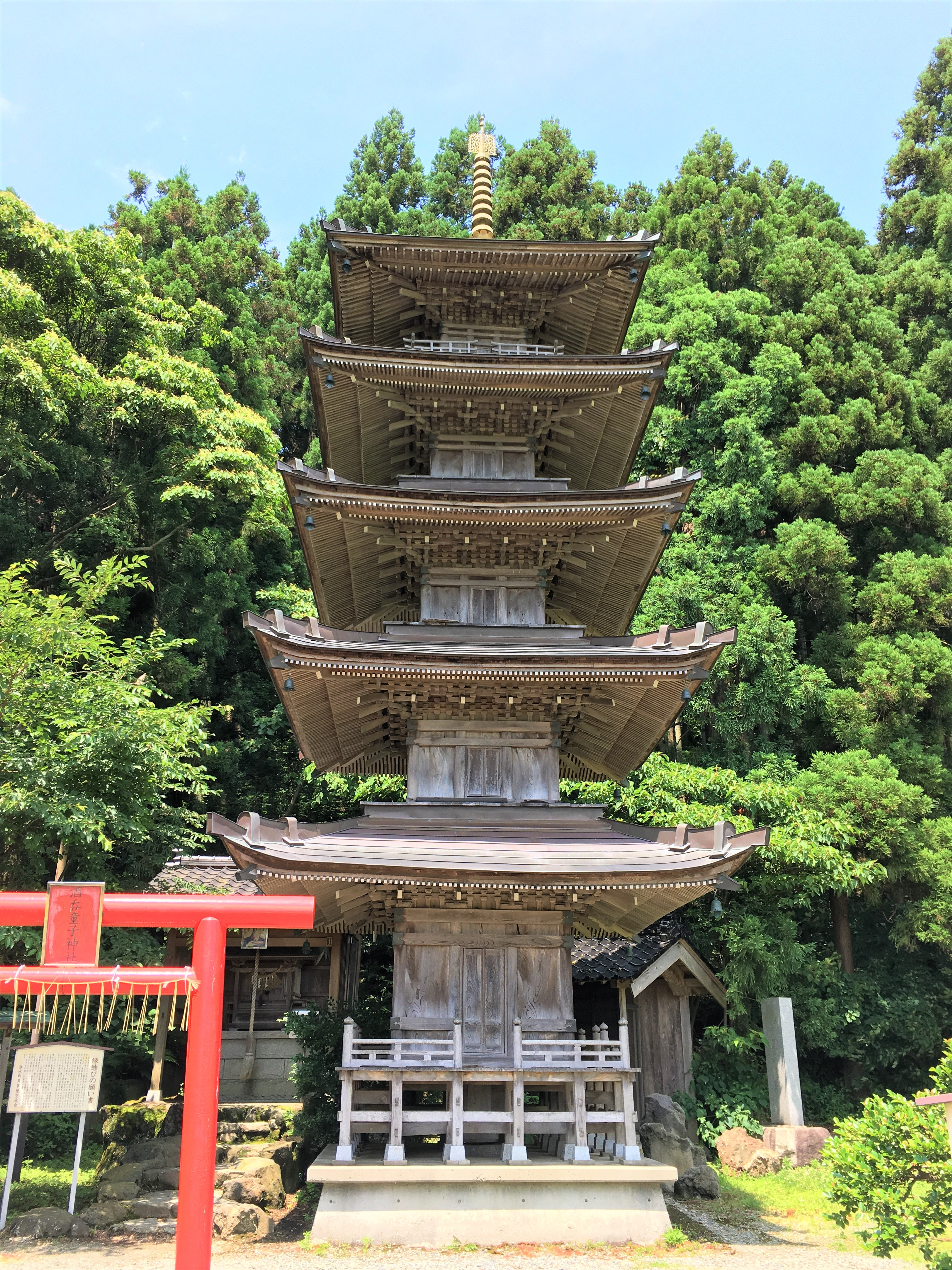
道の駅の裏にある酒呑童子神社五重塔

寺泊魚の市場通りと彌彦神社を結ぶ観光ルート沿いに立地する。
- 国上山
  - 五合庵
  - 国上寺
- 燕市分水良寛史料館
- 大河津分水路
  - 信濃川大河津資料館